# ファールス州
ファールス州（ファールスしゅう、ペルシア語: استان فارس Ostān-e Fārs）はイランの州（オスターン）。州都はシーラーズ。面積は122,400km²。ペルシア人の故地であり、2016年現在、人口は4,851,274人。

## 名称
ファールスという州名は、古代にはペルセポリスおよびその支配地域をパールサ（古代ペルシア語: 𐎱𐎠𐎼𐎿 Pârsa）と表していたものが、中世にはパールス（中世ペルシア語: پارس Pārs）となり、それがアラビア語形ではpの発音がfになってファールス（ペルシア語: فارس Fārs）となったことに由来している。
ペルシアという語は、古代のパールサ（古代ペルシア語: 𐎱𐎠𐎼𐎿 Pârsa）がギリシャ人・マケドニア人からペルスィス（古代ギリシア語: Πέρσις Persis）と呼ばれ、これを古代ローマ人からはペルシア（ラテン語: Persiae）と呼ばれたことに由来している。
この州はファルシスタンとしても知られる。

## 歴史と文化

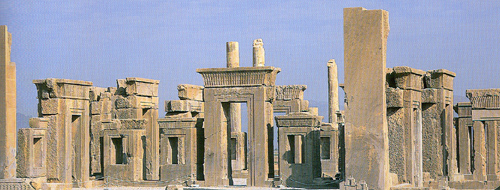
ペルセポリス遺跡。アレクサンドロス大王によって焼かれたが、今日までその偉容、そして優美さを誇っている。

前イスラーム期、キュロス2世がハカーマニシュ朝（アカイメネス朝）、アルダシール1世がサーサーン朝という大帝国を、この地から勃興して築いた。後にはアレクサンドロス3世（大王）が多くの都市を建設している。
ファールスの地は多くの王朝の興亡を見守り、数多くの歴史、ことに古代史をしのぶよすがをとどめることになった。すべてファールス州、イラン、そして西アジアの歴史の残映であり、ビーシャープール、ペルセポリス、フィールーザーバードなどは、高い歴史的価値を持つ。
このようにファールスはその地理的特性、ペルシア湾への近接により、古くから外来のテュルク系、セム系、アーリア系の諸民族が流入し、イラン文化の影響のもと、生活を送ることになった。しかし一方でファールス土着のカシュガーイーやママッサーニー、ハムゼ、コフギールーイェ（کهگیلویه、コフギールーイェ・ブーイェル＝アフマド州を参照）などの諸部族も、伝統的文化・生活の独自性を維持しイラン文化遺産の一部をなしている。

## 地理
ファールス州は、北西から南東に走るザーグロス山脈によって、北部および北西部と、南部および南東部に二分される。双方とも山がちの高地である。

## 気候
ファールス州は、気候的には三地域に分類できる。第一は北部および北西部の山岳地帯で、夏の暑さ、冬の寒さともに比較的穏やかである。第二は中央部で降水のある穏やかな冬と、暑く乾燥した夏を過ごす。第三は南部および南東部で冬は穏やかだが、夏は厳しい暑さに見舞われる。シーラーズの年間平均気温は16.8度、最低気温は4.7度、最高気温は29.2度である。

## 行政区分
現在ファールス州が管下に擁する郡（シャフレスターン）は37郡である。
| 郡（シャフレスターン） | 2006      | 2011      | 2016      |
| --- | --------- | --------- | --------- |
| アーバーデ郡 | 87,203    | 98,188    | 100,831   |
| アルサンジャーン郡 | 40,916    | 41,476    | 42,725    |
| エヴァズ郡3 | —         | —         | —         |
| エグリード郡 | 99,003    | 93,975    | 93,763    |
| エスタフバーン郡 | 66,391    | 66,172    | 68,850    |
| カーゼルーン郡 | 258,097   | 254,704   | 266,217   |
| ギール・カルズィーン郡 | 61,432    | 65,045    | 71,203    |
| キャヴァール郡4 | —         | 77,836    | 83,883    |
| Kuhchenar郡6 | —         | —         | —         |
| ゲラーシュ郡3 | —         | 47,055    | 53,907    |
| Sarchehan郡8 | —         | —         | —         |
| サルヴェスターン郡4 | —         | 40,531    | 38,114    |
| ザルガーン郡4 | —         | —         | —         |
| ザッリーンダシュト郡 | 60,444    | 69,438    | 73,199    |
| シーラーズ郡 | 1,676,927 | 1,700,687 | 1,869,001 |
| ジャフロム郡 | 197,331   | 209,312   | 228,532   |
| ジューヨム郡3 | —         | —         | —         |
| セピーダーン郡 | 87,801    | 89,398    | 91,049    |
| ダーラーブ郡 | 172,938   | 189,345   | 201,489   |
| ネイリーズ郡 | 105,241   | 113,750   | 113,291   |
| パーサールガード郡 | 29,825    | 31,504    | 30,118    |
| Bakhtegan郡1 | —         | —         | —         |
| Khafr郡5 | —         | —         | —         |
| ハラーメ郡4 | —         | 61,580    | 54,864    |
| ファサー郡 | 188,189   | 203,129   | 205,187   |
| ファッラーシュバンド郡 | 38,679    | 42,760    | 45,459    |
| フィールーザーバード郡 | 111,973   | 119,721   | 121,417   |
| ベイザー郡2 | —         | —         | —         |
| ボヴァーナート郡 | 44,069    | 48,416    | 50,418    |
| ホッラムビード郡 | 44,669    | 50,252    | 50,522    |
| ホンジュ郡 | 37,978    | 41,133    | 41,359    |
| ママッサーニー郡 | 162,694   | 116,386   | 117,527   |
| マルヴダシュト郡 | 294,621   | 307,492   | 323,434   |
| モフル郡 | 54,094    | 59,727    | 64,827    |
| ラーメルド郡 | 76,971    | 83,916    | 91,782    |
| ラーレスターン郡 | 223,235   | 226,879   | 213,920   |
| ロスタム郡7 | —         | 46,851    | 44,386    |
| 計 | 4,220,721 | 4,596,658 | 4,851,274 |
| 1ネイリーズ郡から分離 2セピーダーン郡から分離 3ラーレスターン郡から分離 4シーラーズ郡から分離 5ジャフロム郡から分離 6カーゼルーン郡から分離 7ママッサーニー郡から分離 8ボヴァーナート郡から分離 |           |           |           |

## 今日のファールス州

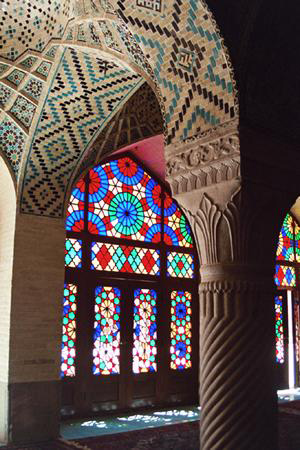
ファールス州からはイラン文化遺産協会に715ヵ所が登録されており、多様な色彩をもつ地域である。

シーラーズ国際空港は州内唯一の国際空港である。ラールおよびラマルドにもシーラーズ、テフラーンと連絡する空港がある。シーラーズはテフラーンから南部イランへの入り口である。
農業はファールス州のもっとも重要な産業である。主な農産品は穀物（大麦、小麦）、柑橘類、ナツメヤシ、ビート、棉花である。
ファールスには主要石油化学コンビナート、精油所、タイヤ工場、電機工場、製糖工場がある。
シーラーズには熟練の手工業、延銀、マルケット、刺繍などがあり、アーバーデフにはギーベ織、エステフバーンの陶器、絨毯、ジャズィーム（ウールや綿の絨毯）、フィールーザーバードのゲリーム（山羊毛の絨毯）がある。またほかにも諸部族の絨毯や、フィールーザーバードのバラ水、ファサーの菓子、シーラーズのライム・ジュース、植物精油などいわゆる名産品も豊富。シーラーズはイランのアイスクリームの一つ、「ファルーデ」でも有名。
また観光も大きな産業の一つである。
ユネスコはアールジャーン（ダシュテ・アールジャーン）に生態保護区を設定している。

## 高等教育機関
- シーラーズ医科大学
- シーラーズ大学
- シーラーズ工科大学
- イスラーム自由大学アーバーデ[リンク切れ]
- イスラーム自由大学アルサンジャーン
- イスラーム自由大学エステフバーン
- イスラーム自由大学エグリード
- イスラーム自由大学ジャフロム
- イスラーム自由大学セピーダーン[リンク切れ]
- イスラーム自由大学シーラーズ
- イスラーム自由大学ファサー
- イスラーム自由大学フィールーザーバード
- イスラーム自由大学カーゼルーン
- イスラーム自由大学ラーレスターン
- イスラーム自由大学マルヴダシュト
- ファサー医科大学
- ジャフロム医科大学
- シーラーズ応用科学工科大学